# 褰帳
褰帳在日本皇宮中眾女官中是一個崇高的職務，多由親王之女，也就是某位女王來擔任，由於此職務之榮耀和地位之高，是各位女王們都很願意擔任的職務。

## 職責
在平安時代開始，在新天皇登基之時，新天皇按照中國的例子坐北朝南端坐於玉座，此時天皇面前南面的御帳，會由左右兩位女官來擔任揭開御簾的神聖職務，以讓群臣瞻仰新天皇之顏，這就是褰帳的職務。

## 角色的發展
褰帳自從平安時代開朝第一位桓武天皇起，此後至明治天皇為止，和歷代天皇共相隨，和伊勢齋宮及賀茂齋院比起，是更加久遠的神道儀式之一。一開始，左右兩側揭簾的職務都由女王擔任，但自平安朝後，變成了左側的揭帳職務由女王擔任，而右側的接帳職務則由典侍來擔任的慣例。
褰帳在入宮之後待遇都不錯，一般皆是從五位下到從四位下，因為幾乎都是由皇室遠支的女王所擔任，而當時女御在入宮後的品位不過是從四位以下而已。
到了江戶時期，左側揭簾的褰帳之出身開始有所寬限，原本一開始規定只能從親王家選出，但之後放寬到親王或王的女兒都可以。但基本上都保持著由白川神祇伯家之女來擔任，使其神道意味更加濃厚，如果神祇伯家無女兒可以擔任，會過繼其他王家的女兒來擔任此一神聖職務。但要是神祇伯家無適任的女兒，或是其他大臣之女有意願擔任，也會由神祇伯家出面收養，進而擔任褰帳。但自從江戶時代之後，如果神祇伯家無適任之女，也無需過繼或收養其他王家之女或大臣之女，只需某位皇女出任便可。

## 外部連結
- 平安朝的帐女王、帐典侍制度